# Nervi clunium
Die Nervi clunium (von lat. clunis = Gesäß, Kruppe, „Nerven des Gesäßes“) sind Äste der Rückenmarksnerven, die für die sensible Innervation der Gesäßregion (Regio glutaea) zuständig sind.
Die Nervi clunium werden in drei Gruppen unterteilt:
- Die Nervi clunium superiores („obere Gesäßnerven“, bei Tieren als „vordere Kruppennerven“, Nervi clunium craniales, bezeichnet) sind die Dorsaläste (Rami dorsales) der ersten Lendensegmente (1.–3. Lendenwirbel, L1–3) des Rückenmarks.
- Die Nervi clunium medii („mittlere Gesäßnerven“) sind die Rami dorsales der ersten drei Kreuznerven (S1–3).
- Die Nervi clunium inferiores („untere Gesäßnerven“, bei Tieren als „hintere Kruppennerven“, Nervi clunium caudales, bezeichnet) entspringen dem Nervus cutaneus femoris posterior (S1-3) (bei Tieren als Nervus cutaneus femoris caudalis bezeichnet), welcher aus dem Plexus sacralis zur Haut an der Hinterseite des Oberschenkels zieht. Somit entstammen die Nervi clunium inferiores, im Gegensatz zu den Nervi clunium superiores und medii, den Rami ventrales. Sie versorgen die Haut der hinteren Gesäßgegend (Regio glutaea posterior).